# 喻皓
喻皓（？—？），又作预浩、喻浩、预皓，浙江杭州一带人，五代末北宋初建築工匠。

## 生平
他的生卒年代历史上缺乏记载，只知道他在北宋初年当过都料匠（掌管设计、施工的木工），长期从事建筑工作，曾主持汴梁（今开封）开宝寺木塔的建造，著有《木經》三卷，惜已失传，仅在沈括著《梦溪笔谈》中有简略记载。欧阳修《归田录》称赞他是“国朝以来木工一人而已”。他善于建筑多层的宝塔和楼阁。